# Encyclopédie
Encyclopédie, ou dictionnaire raisonné des sciences, des arts et des métiers („Enciclopedia, sau dicționarul sistematic al științelor, al artelor și al meseriilor”) a fost o enciclopedie generală publicată în Franța între 1751 și 1772 (editorii principali fiind Diderot și D'Alembert), cu apendice și corecturi adăugate în 1772, 1777 și 1780. A avut multe ediții străine și a inspirat autorii din alte țări pentru a dezvolta proiecte asemănatoare. 
Inițial concepută ca o traducere a lucrării Cyclopaedia a lui Ephraim Chambers, lucrarea a fost scrisă în spiritul iluminismului și dorea să încorporeze și să difuzeze toate cunoștințele de bază omenirii și, conform lui Diderot, să schimbe modul de a gândi.
Cuprinde 28 de volume cu 71.818 de articole și 3.129 de ilustrații.
O ediție completă a lucrării se găsește la Biblioteca Teleki-Bolyai din Târgu Mureș.